# Felsenmeer (Hemer)

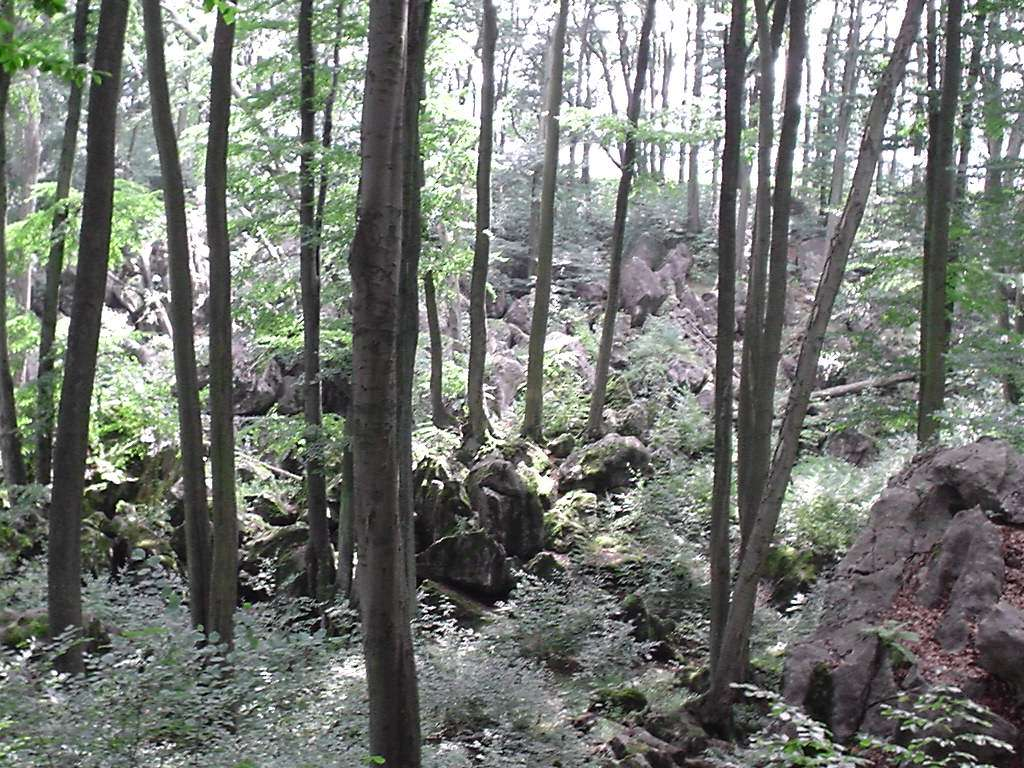
Felsenmeer Hemer im Jahr 2004

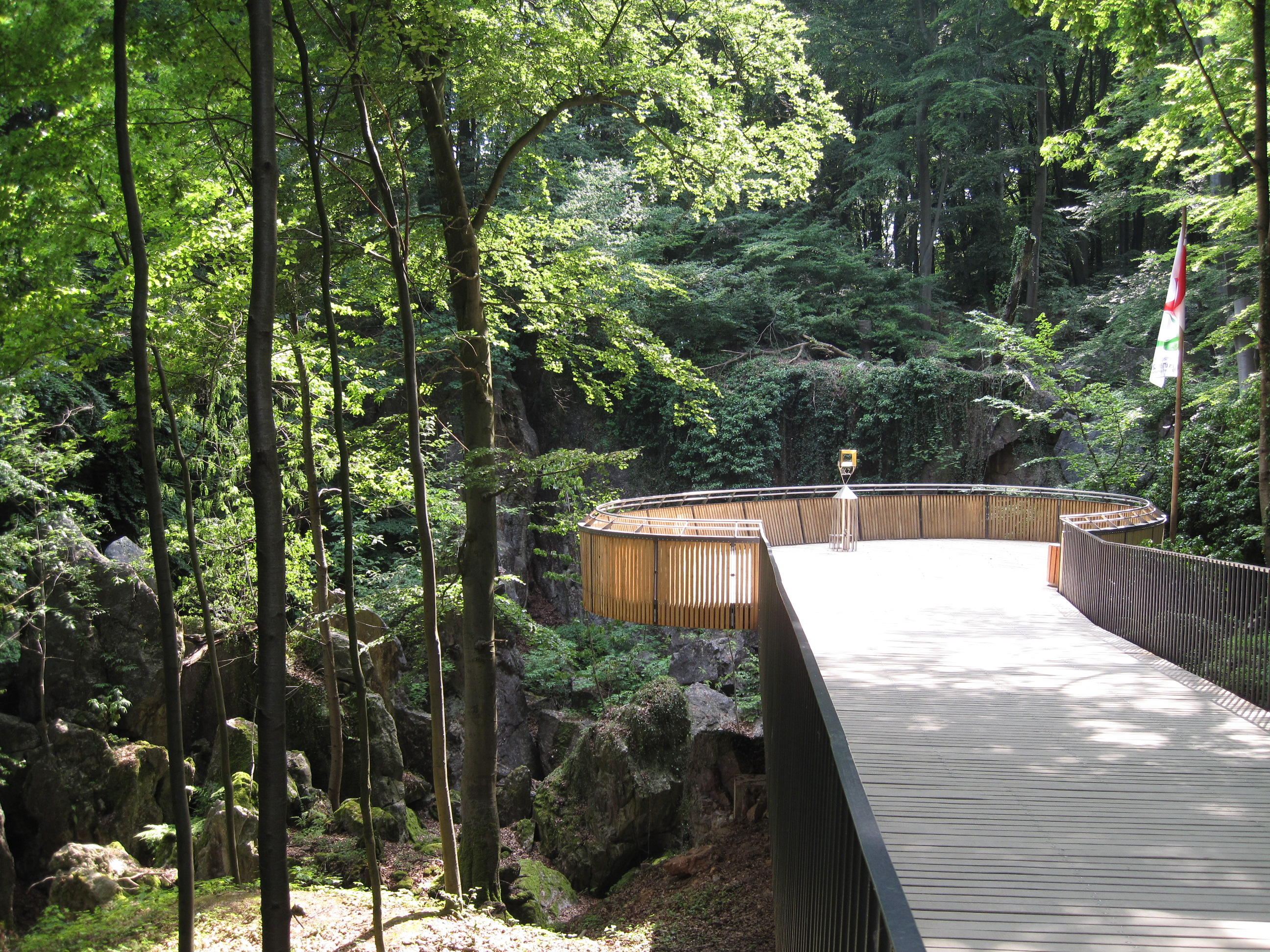
Aussichtsplattform im Großen Felsenmeer

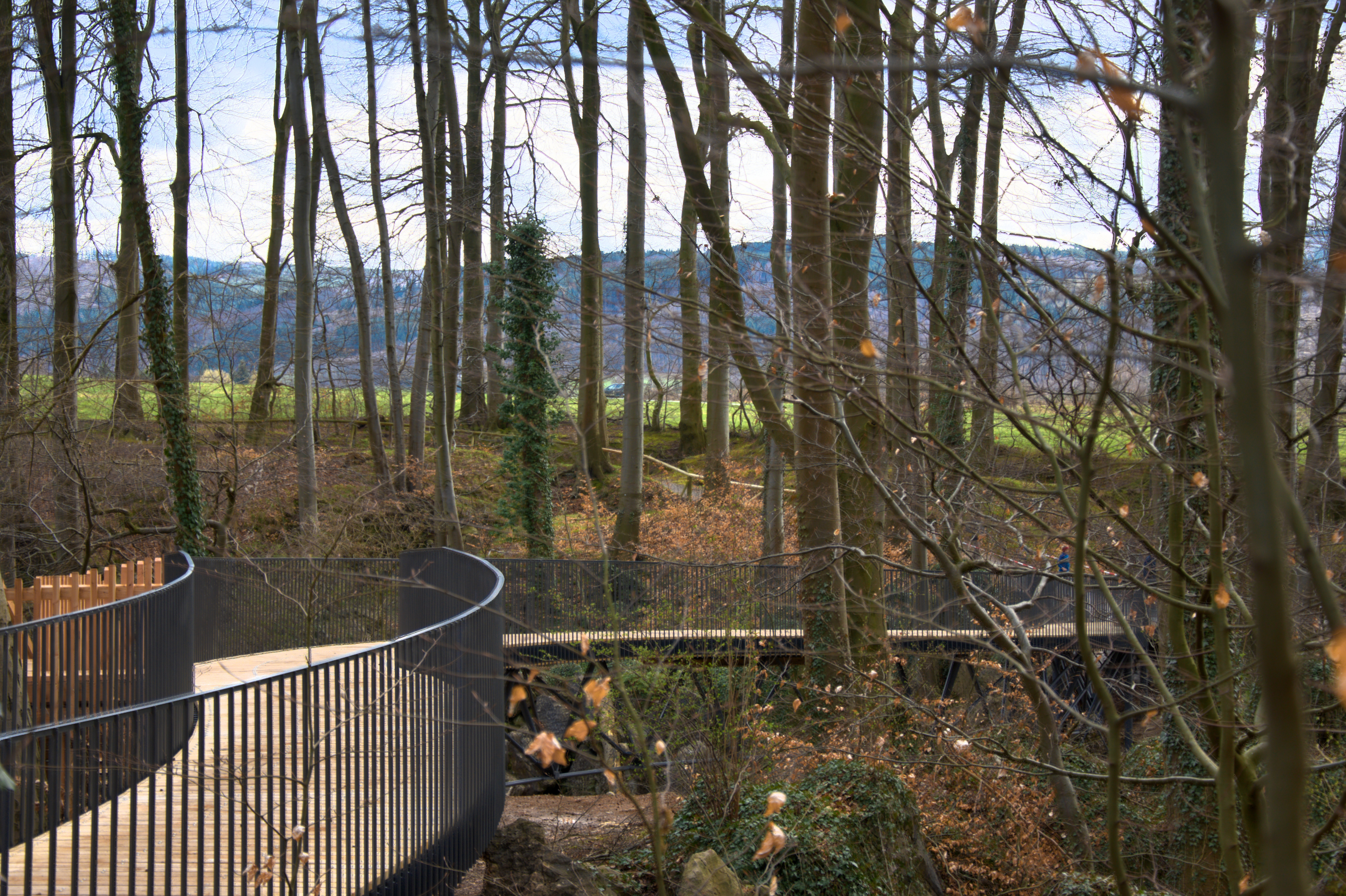
Brücke und Steg im Kleinen Felsenmeer

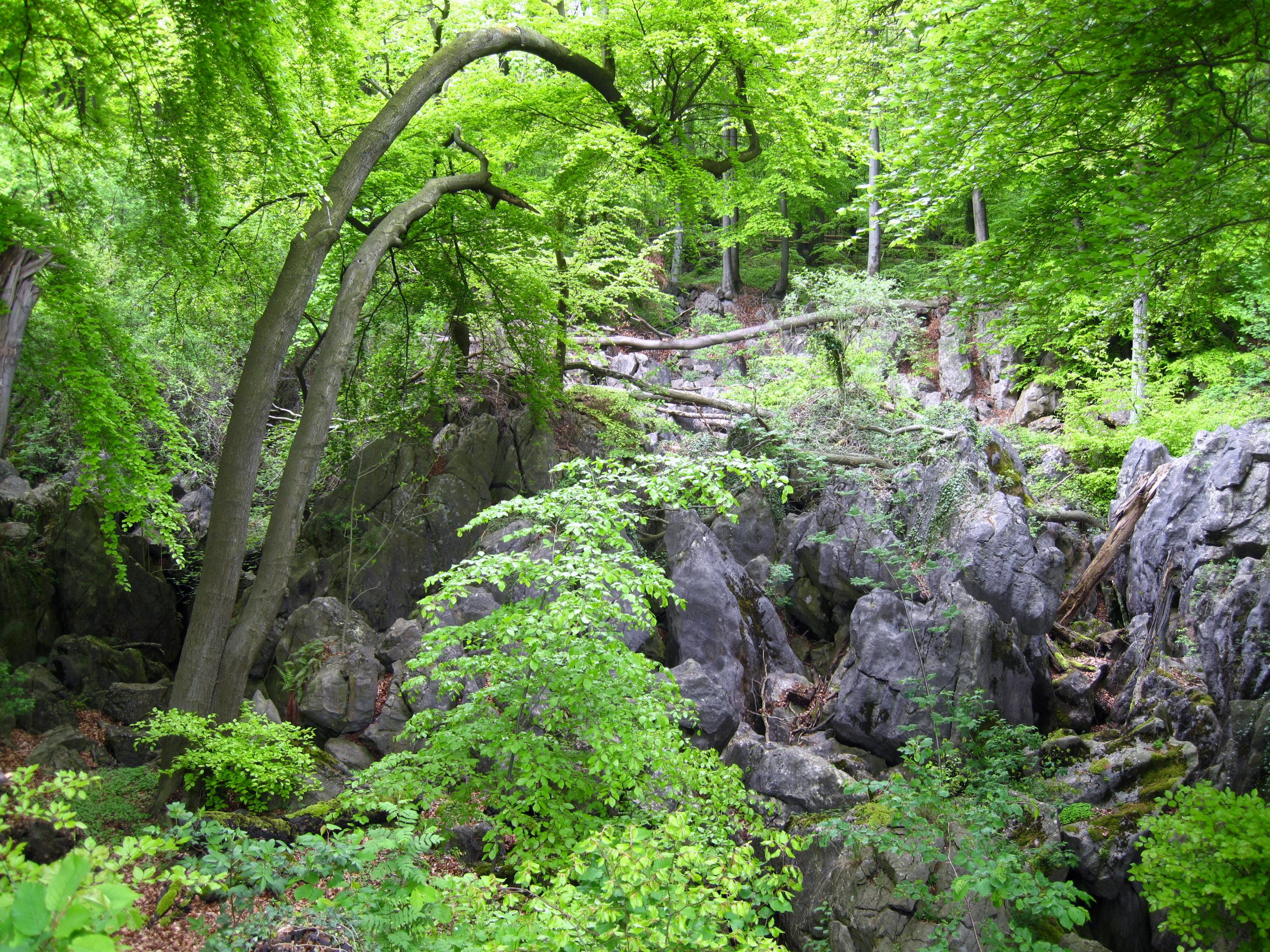
Naturbelassener Abschnitt zwischen Kleinem Felsenmeer und Paradies

Das Felsenmeer im sauerländischen Hemer ist ein bewaldetes Geotop mit stark zerklüftetem Untergrund und zahlreichen sichtbaren Felsformationen, welches erdgeschichtlich aus dem Tertiär stammt. Die Fläche des Felsenmeeres umfasst ca. 35 ha, ist etwa 600 Meter lang, 200 Meter breit und liegt 45 Meter über der Talsohle. Es wird in drei Untergebiete eingeteilt, das Große Felsenmeer im Nordwesten, das Kleine Felsenmeer im Süden und das Paradies im Südosten.
Das Felsenmeer wurde von der Bezirksregierung Arnsberg per Verordnungen von 1962 und 2004 als Naturschutzgebiet ausgewiesen. Der östliche Teil des Naturschutzgebiets, das den Kern des Felsenmeers bildet, wurde 2017 von der Stadt Hemer als Bodendenkmal eingetragen. Das Felsenmeer von Hemer ist ein bedeutendes Geotop im Geopark Ruhrgebiet. 

## Geologie
Das Felsenmeer besteht aus Riffkalkstein aus dem mittleren Devon, der in einem tropischen Flachmeer entstand und um 385 Millionen Jahre alt ist. Heute ziehen sich diese devonischen Riffkalke am Südrand des Ruhrgebietes von Wuppertal über Hagen und Iserlohn bis ins Hönnetal. Im Tertiär, vor 20 bis 30 Millionen Jahren, entstand unter warm-feuchten Klimabedingungen durch die teilweise Lösung des (wasserlöslichen) Kalksteins an der Erdoberfläche eine bizarre Kegelkarstlandschaft mit schroffen Felsen, die durch tiefe Schlotten voneinander getrennt sind.
Nachweislich wurde in den Höhlen schon ab dem 8. oder 9. Jahrhundert nach Christus Eisenerz abgebaut. Dies fand im Nordwesten und im Südosten des Gebietes statt. Im Felsenmeer konnte der derzeit älteste Abbau von Eisenstein (Eisengehalt von bis zu 80 Prozent) in Westfalen nachgewiesen werden. Als Erze fand man hier metasomatischen Roteisenstein, Brauneisenerz, Zinkspat (Galmei) und das seltene Grün-Bleierz.
Im nördlichen Gebiet finden sich Querklüfte, Schächte und auch mehrere Höhlen. Noch Ende 1950 kam es im nordwestlichen Gebiet des Felsenmeeres zum Einsturz einer Felswand. Im Gebiet wurden drei Hauptkluftrichtungen festgestellt, die von Nordnordwest nach Südsüdost, von Westnordwest nach Ostsüdost und von Nordnordost nach Südsüdwest verlaufen.
Einen Einblick in die Geschichte des Felsenmeeres vermittelt das Felsenmeermuseum.

## Sage
Die Sage erzählt, dass sich im heutigen Gebiet um den Sundwiger Wald in grauer Vorzeit Zwerge niedergelassen haben. Unter den Felsen suchten sie nach Gold, Silber, Edelsteinen und anderem Edelmetall. Der berühmte Zwergenkönig Alberich war Herr über all die Schätze. Nun hörten die benachbarten Riesen von all dem Reichtum und machten sich auf, die Felsenburg der Zwerge zu plündern. Die Zwerge konnten sich in den hintersten unterirdischen Gängen vor den Riesen verstecken, während diese nur bis in die große Felsenhalle kamen. Plötzlich sprach Alberich einen Zauberspruch, und die Decke der Felsenhalle stürzte auf die Riesen. Seit diesem Ereignis befindet sich an dieser Stelle das Felsenmeer. Einen Grabstein eines Riesen kann man heute noch sehen: Eine Felsplatte mit einem Bildnis des Riesen wurde im Paradies aufgestellt.

## Besichtigung
Die in der Nähe gelegene Heinrichshöhle ist eine Tropfsteinhöhle, die für Besucher geöffnet ist.
Das Felsenmeer selbst ist rund um die Uhr frei zugänglich. Das Verlassen der markierten Wege ist verboten und sehr gefährlich, da sich Felsspalten oft unter Laub und Ästen verbergen. Hierdurch kam es bereits zu mehreren Todesfällen.

## Auszeichnungen
Der Geologische Dienst Nordrhein-Westfalen bezeichnet das Hemeraner Felsenmeer als ein in Deutschland einmaliges Geotop und verlieh ihm 2005 das Prädikat Bedeutendes geologisches Denkmal Deutschlands.
Am 12. Mai 2006 wurde das Felsenmeer zusammen mit 76 weiteren Objekten als „Nationaler Geotop“ ausgezeichnet. Diese Auszeichnung war Ergebnis eines Wettbewerbs der Akademie der Geowissenschaften zu Hannover. Dabei ist das Felsenmeer neben den Bruchhauser Steinen das einzige Objekt im Sauerland.